# Смолянка (Житомир)
Смолянка — місцевість у південно-східній частині Житомира.

## Розташування
Смолянка знаходиться в Корольовському адміністративному районі міста. Місцевість обмежена наступними природними і штучними рубежами: з південного заходу — річкою Тетерів, з південного сходу — річкою Великою Путятинкою, протікаючою в трубопроводах, з північного сходу — залізницею у напрямку Козятина. Крізь місцевість також протікає річка Мала Путятинка та впадає у цьому ж районі у Тетерів. Смолянка розташована вздовж вулиць Великої Бердичівської, Івана Гонти та Селецької. У центрі місцевості знаходиться Смолянський майдан. Смолянка межує зі Східним мікрорайоном на півночі, Станишівським Порубом на південному сході, на заході — районом музичної фабрики («Музикалкою»), що має історичну назву Липки та на північному заході з місциною Путятинкою.

## Історичні відомості
Назва пов'язана з тим, що на цьому місці займалися смолокурінням (давній промисел жителів лісових районів). Обрубки лісу для смолокуріння діставали з лісів, що оточували колишній хутір Станишівський Поруб, розташований на південний схід від Смолянки та показаних на трьохверстовій мапі 1867-1875рр.
Місцевість почала заселюватися у 1850-х роках, коли міська Дума виділила землі для поселення відставних солдат з числа так званої інвалідної команди.
Протягом тривалого проміжку часу Смолянка перебувала за межами міста. До складу Смолянки входять декілька менших історичних місцевостей, що до моменту об'єднання з Житомиром являли собою окремі слободи, поступово приєднані до Житомира протягом першої половини ХХ ст. Таким чином, Смолянка складається з колишніх передмість Перша Смолянка, Кривий Брід, Друга Смолянка та невеликого хутора Селець.
Наприкінці ХІХ ст. на Смолянці, на основі невеликого цвинтаря Богоугодних закладів утворене православне кладовище. Там же в 1896 році збудовано дерев'яну Миколаївську церкву — пам'ятку архітектури місцевого значення. Також навпроти Смолянського православного кладобища розташоване Смолянське військове кладовище., засноване у 1944 році.
У 1897 році, згідно з переписом населення, передмістя Смолянка Перша налічувало 484 особи, передмістя Кривий Брід — 418 осіб, передмістя Смолянка Друга — 376 осіб.
На початку ХХ ст. передмістя Перша Смолянка та Кривий Брід увійшли до межі Житомира. Друга Смолянка з 1923 до 1930 року перебувала у складі Станишівської сільської ради Левківського (пізніше — Іванківського) району Волинської округи, а 1930 року передана в управління Житомирській міській раді. В 1934 році хутір Смолянку Другу приєднано до міської смуги міста Житомира.
У другій половині ХХ ст. на східній околиці Смолянки, зокрема, колишнього хутора Селець здійснювалось як індивідуальне житлове будівництво, так і будівництво промислових підприємств та баз. Також, у 1950-х роках на Смолянці, по вулиці Селецькій, споруджено комплекс ремісничого училища механізації сільського господарства. У районі Смолянки в 1950-1970рр. розташовувалася барахолка, відома містянам за назвою «Товкучка».
В 1955 році з району музичної фабрики до Смолянки продовжено трамвайну колію. Колія була односторонньою з роз'їздом. У 1963 році по Великій Бердичівській вулиці з центру міста до Смолянки здійснено будівництво тролейбусної лінії з подальшим улаштуванням кільця на Смолянському майдані. У 1981 році тролейбусні лінії продовжено від Смолянської площі по вулицях Івана Гонти (у тому числі крізь колишню Другу Смолянку) та Селецькій (у напрямку нинішньої Польової площі). У 1980-х роках на сусідніх від мікрорайону Східного територіях, відбувалося багатоквартирне житлове будівництво.